# Isabelle af Valois, hertuginde af Bourbon
Isabelle af Valois, hertuginde af Bourbon (født 1313, død 26. juli 1383 i Paris) var en fransk prinsesse (Petite-fille de France). Hun var sønnedatter af Filip 3. af Frankrig. Hun blev mor til den franske dronning Joanna af Bourbon og svigermor til Karl 5. af Frankrig. 

## Forfædre
Isabelle af Valois var datter af Mahaut af Châtillon og kongesønnen Karl af Valois. Hun var sønnedatter af Filip 3. af Frankrig.
Isabelle af Valois var oldedatter af Ludvig den Hellige af Frankrig og Jakob 1. af Aragonien samt tipoldedatter af Henrik 3. af England.

## Familie
Isabelle af Valois var gift med Peter 1., hertug af Bourbon. Peter 1. var søn af Ludvig 1., hertug af Bourbon, sønnesøn af Robert, greve af Clermont og oldesøn af kong Ludvig den Hellige af Frankrig.
Isabelle og Peter 1. fik følgende børn:
- Ludvig 2., hertug af Bourbon.
- Joanna af Bourbon, fransk dronning, gift med Karl 5. af Frankrig.
- Blanka af Bourbon, gift med kong Peter 1. af Kastilien
- Bonne af Bourbon, gift med Amadeus 6., greve af Savoyen. Deres sønnesøn var Modpave Felix 5..
- Catherine af Bourbon, gift med Jean 6. d'Harcourt
- Margrete af Bourbon, frue af Albret, gift med Arnaud Amanieu, herre af Albret. Deres efterkommere blev dronninger og konger af Navarra.
- Isabelle af Bourbon, 1345-1345, døde ung.
- Marie af Bourbon, priorinde i Poissy.